# Antropología urbana
La antropología urbana hace referencia al estudio etnográfico y transcultural de la urbanización global y de la vida en las ciudades. Es una subdisciplina de la Antropología Social y de las Ciencias Sociales. Su investigación trata nuevas perspectivas de comprensión en áreas como el urbanismo, la esfera pública, la actividad simbólica en ciudades del mundo, el modo de producción industrial, el proceso de globalización, la multiculturalidad, la sociedad de la información, el análisis de redes y los movimientos sociales.
Aborda la vida urbana a partir de los métodos de campo y la perspectiva holística propios de la antropología. Esta disciplina se ocupa de la forma y el espacio de las ciudades, el urbanismo como modo de vida, los procesos de urbanización, las tipologías de las metrópolis, las expresiones urbanas de tipo comunitario, los fenómenos migratorios y los movimientos sociales. Las Áreas Metropolitanas se han constituido en los lugares objeto de estudio de las investigaciones sobre temas como la etnicidad, la pobreza, el espacio público, las clases y las variaciones subculturales (Kottak,2003:264).

Londres

El reconocimiento oficial de este tipo de investigaciones se empezó a gestar a apenas a finales de los años setenta. Las primeras etnografías urbanas se llevaron a cabo en Inglaterra, específicamente en Londres, a mediados del siglo XIX. Estas primeras etnografías describen la vida que se desarrolla en las barriadas obreras como consecuencia del proceso de industrialización. No obstante, la Escuela de Sociología de Chicago a través de su labor de investigación, desde 1920 lleva a cabo el primer programa de investigación científico que estudia la ciudad a través de un conjunto de investigaciones caracterizadas por la observación y descripción de delimitados grupos sociales.
En el campo de la antropología urbana contemporánea puede mencionarse el trabajo de Marc Augé y su estudio sobre los no lugares.
A diferencia de la antropología rural, la antropología urbana lleva a cabo sus estudios con metodología en la ciudad, se caracteriza por establecer un método ocupado en los estudios llamado etnografía; particularmente se encarga de estudiar la clase de vida o tribus urbanas pertenecientes a la ciudad.

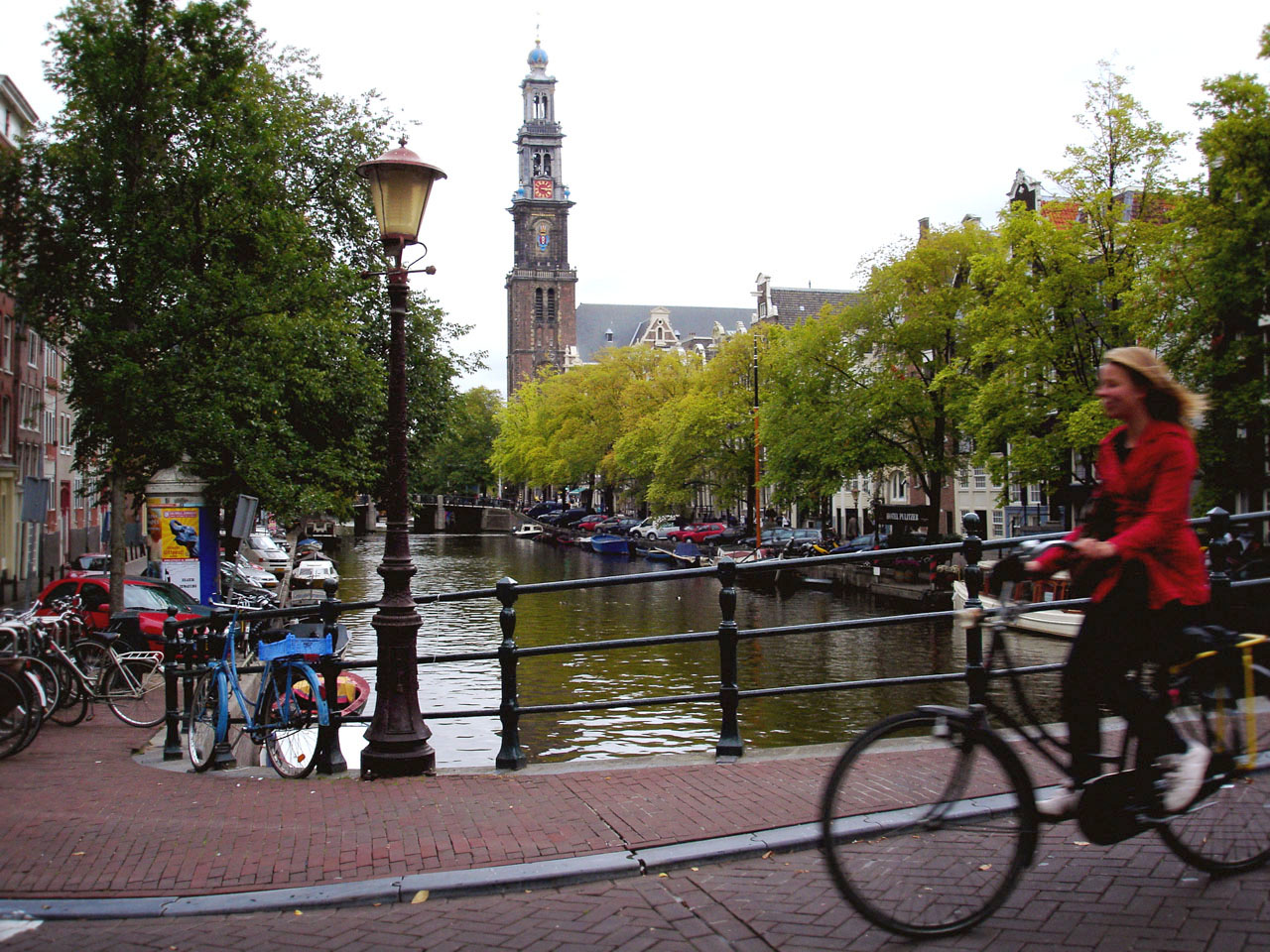
Espacio Público en Ámsterdam

Uno de los primeros en estudiar la urbanización en el Mundo en desarrollo, el antropólogo Robert Redfield, reconociendo que una ciudad (incluso una preindustrial) es un contexto social muy diferente de un poblado tribal o de un pueblo rural, analizó los contrastes entre la vida rural y la urbana. Contrastó las comunidades rurales, cuyas relaciones se basan en el cara a cara, con las ciudades, donde la impersonalidad caracteriza muchos aspectos de la vida. Redfield (1941) propuso el estudio de la urbanización a través de un continuum rural-urbano (Kottak, 2003:264).
Hacia el año 2025 los países en vías de desarrollo representarán el 85 por 100 de la población mundial, comparado con el 77 por 100 en 1992 (Stevens, 1992). Las soluciones a futuros problemas dependen, cada vez más, de la comprensión de los contextos culturales no occidentales. El hemisferio sur aumenta constantemente su proporción de población mundial y las tasas más altas de crecimiento de la población se dan en las ciudades del Tercer Mundo. En 1900 el mundo tenía solo 16 ciudades con más de un millón de habitantes, pero ya había 276 de ellas en 1990. Hacia el 2025, el 60 por 100 de la población global será urbana, comparada con el 37 por 100 en 1990 (Stevens, 1992). 
Si continúan las tendencias actuales, el incremento de la población urbana y la concentración de gente en barriadas de chabolas irán acompañada de crecientes tasas de delincuencia y de contaminación del agua, el aire y por el ruido. Estos problemas serán más agudos en los países menos desarrollados. Casi todo (97 por 100) el aumento previsto de la población mundial se dará en los países en vías de desarrollo, correspondiendo el 34 por 100 solo a África (Lewis, 1992). No obstante, el crecimiento global de la población afectará al hemisferio norte a través de las migraciones internacionales. 

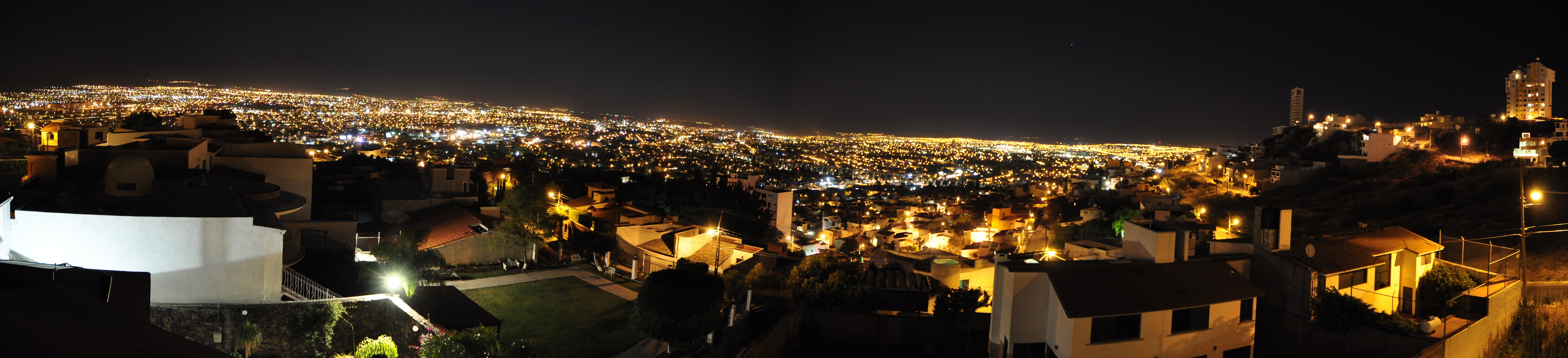
Panorámica nocturna de ciudad en el Bajío.

A medida que la industrialización y la urbanización se extienden globalmente, los antropólogos estudian cada vez más estos procesos y los problemas sociales que se crean. La antropología urbana, que cuenta con dimensiones teóricas (investigación básica) y aplicadas, consiste en el estudio etnográfico y transcultural de la urbanización global y de la vida en las ciudades. Estados Unidos y Canadá se han convertido también en lugares objeto de estudio de las investigaciones en antropología urbana sobre temas como la etnicidad, la pobreza, las clases y las variaciones sub-culturales.

## Antropólogos urbanos en España
- Mercedes Fernández-Martorell
- Manuel Delgado Ruiz
- Jose Mansilla